# Hürs-Nück
Das Naturschutzgebiet Hürs-Nück liegt im Landkreis Ahrweiler in Rheinland-Pfalz.
Das etwa 18,81 ha große Gebiet, das im Jahr 2002 unter Naturschutz gestellt wurde, erstreckt sich nördlich der Ortsgemeinde Reifferscheid direkt an der am westlichen Rand vorbeiführenden Kreisstraße 16. Westlich fließt die Ahr und verläuft die Landesstraße 73, östlich verläuft die B 257.
Schutzzweck ist die Erhaltung und Entwicklung dieses Landschaftsraumes, insbesondere der Heide- und Magerrasenbereiche, als Standort seltener, in ihrem Bestand bedrohter wildwachsender Pflanzen und Pflanzengesellschaften, als Lebensraum seltener, in ihrem Bestand bedrohter Tierarten und aus wissenschaftlichen und landeskundlichen Gründen.